# Colleges der University of Oxford

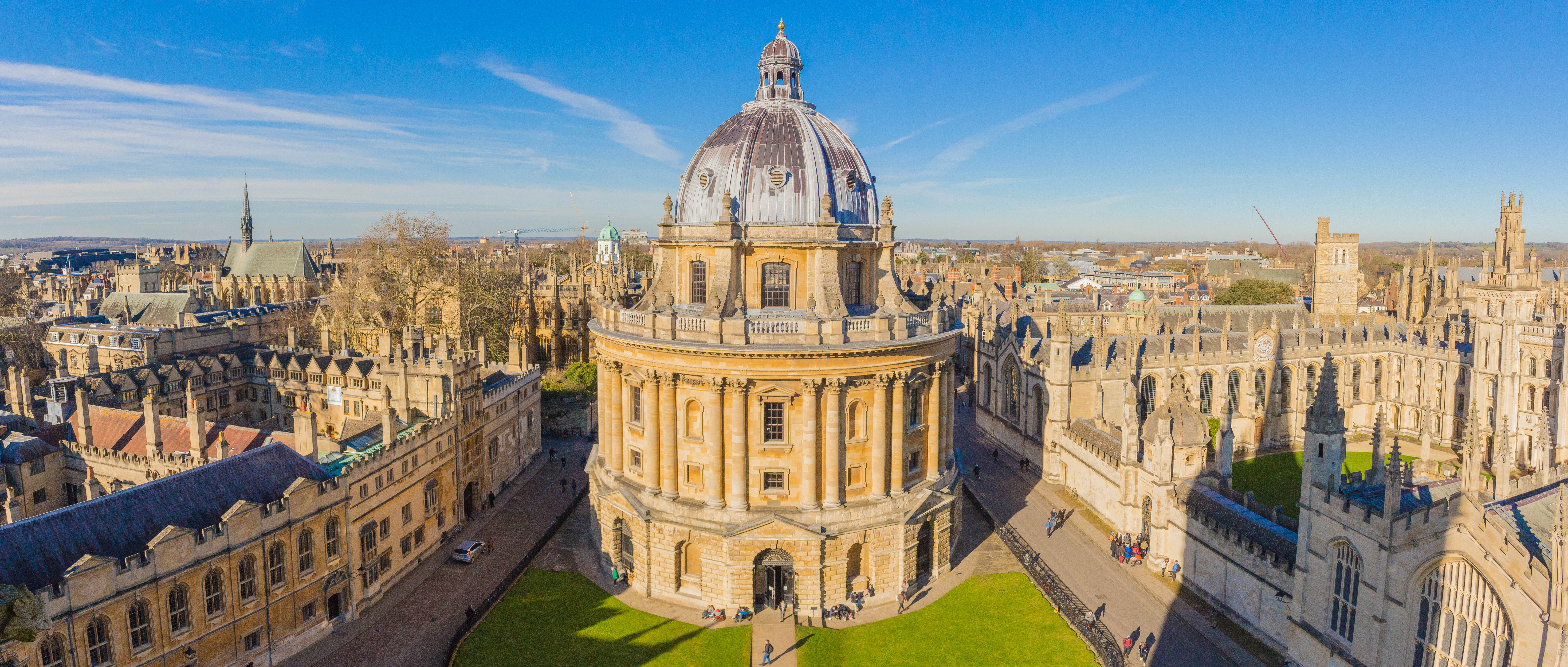
Aussicht auf das Brasenose College (links) und das All Souls College (rechts)

Die University of Oxford verfügt über 39 konstitutive Colleges und vier Permanent Private Halls (PPHs), die von christlichen Glaubensgemeinschaften geleitet werden. Colleges und PPHs sind autonome und rechtsfähige Körperschaften innerhalb der Universität, die sie gemeinsam bilden.
Colleges dienen einerseits als Studentenunterkünfte, tragen aber auch eine wesentliche Verantwortung in der Lehre von Studenten. Insbesondere Tutorials (eine der Hauptmethoden des Unterrichts in Oxford) und Klassenunterricht werden von den Colleges organisiert, während Vorlesungen, Prüfungen, Laboratorien und die Zentralbibliothek von den zentralen Fakultäten der Universität organisiert werden. Normalerweise finden die meisten Tutorials im College des jeweiligen Studenten statt, aber oft werden Tutorials für einige Module nur an anderen Colleges oder direkt von der Fakultät angeboten.
Die meisten Colleges nehmen sowohl grundständige als auch postgraduale Studenten auf, während einige nur postgraduale Studenten aufnehmen und sich auf bestimmte Fachgebiete spezialisieren. Ein Sonderfall ist das All Souls College, dessen Mitgliedschaft zu der originären College-Affiliation hinzutritt. Alle immatrikulierten Studenten müssen Mitglied eines Colleges sein, das ihnen nach erfolgreicher Bewerbung zugewiesen wird und mit dem sie oft auch ein starkes Identifikations- und Gemeinschaftsgefühl entwickeln, das etwa bei den jährlichen Ruder-Regatten zum Ausdruck kommt. Austauschstudenten oder wissenschaftliche Mitarbeiter sind jedoch nicht immer notwendigerweise Mitglied eines Colleges.
Ein typisches College besteht aus einem Speisesaal, einer Kapelle, einer Bibliothek, einer College-Bar, Gemeinschaftsräumen, Studentenunterkünfte für 200 bis 400 Studenten sowie Unterkünften für den Leiter des Colleges. Die College-Gebäude sind mittelalterlich bis modern. Die meisten bestehen aus miteinander verbundenen Gevierten (englisch: Quads), wobei eine Portierloge den Zugang von außen kontrolliert.

## Geschichte
Das College-System der University of Oxford entstand durch die Agglomeration zahlreicher unabhängiger Institutionen. Im Laufe der Jahrhunderte sind verschiedene Arten von Colleges entstanden und verschwunden.

### Monastische Hallen
Die ersten akademischen Häuser waren Klöster. Von den Dutzenden, die im 12. bis 15. Jahrhundert gegründet wurden, überlebte keines die Reformation. Die moderne, von Dominikanern geleitete Permanent Private Hall, Blackfriars (1921), ist ein Nachkomme des Originals (1221) und wird manchmal als Erbe der ältesten Tradition der Lehre in Oxford beschrieben.

### Mittelalterliche Hallen

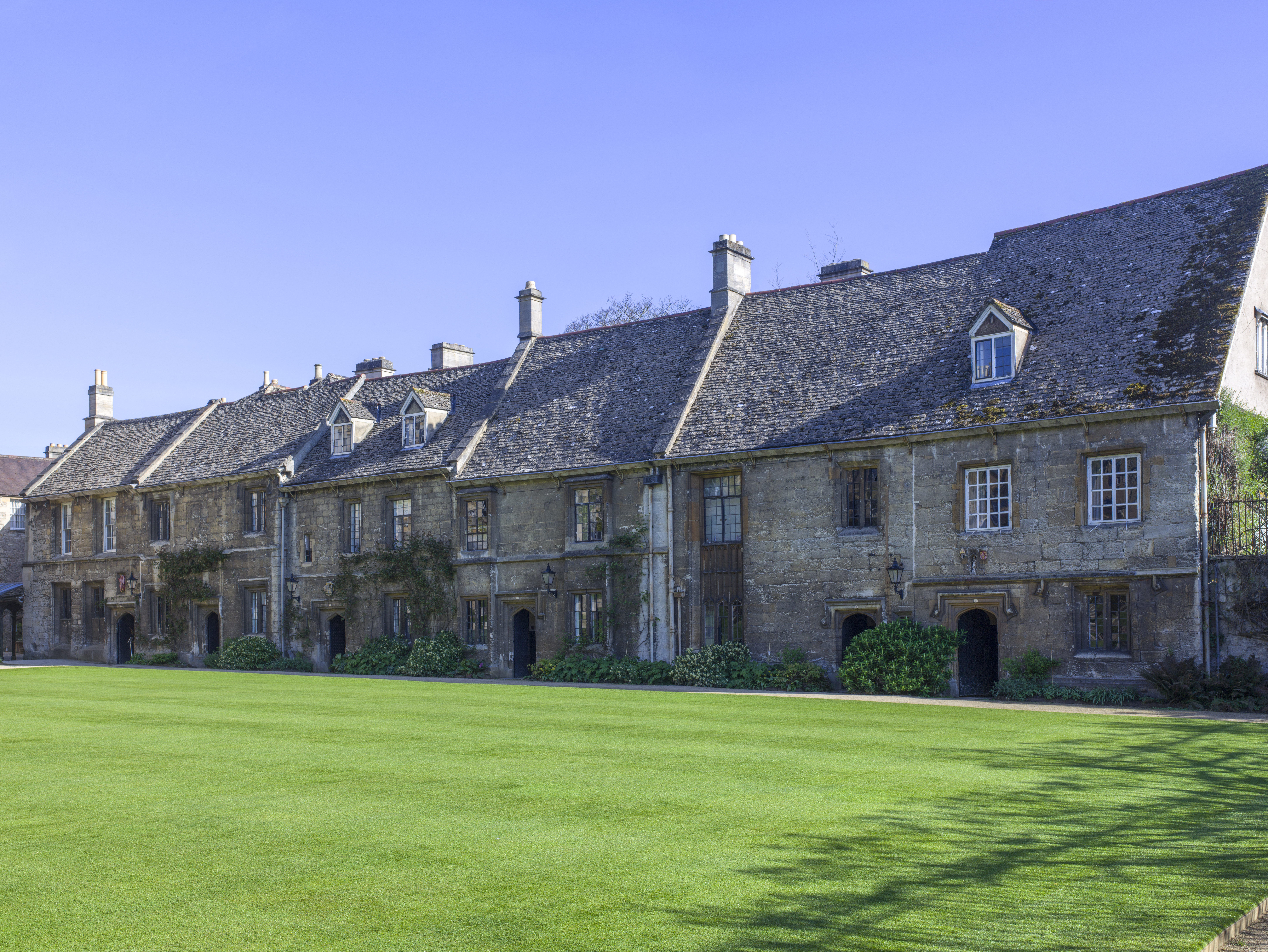
Mittelalterliche Gebäude der Gloucester Hall (heute Worcester College)

Als die Universität Gestalt annahm, wurde ein Dekret erlassen, dass alle Studenten in Halls (deutsch: Hallen) wohnen müssen. Was den mittelalterlichen Halls schließlich ein Ende setzte, war die Entstehung der Colleges. Oft großzügig, mit festem Lehrpersonal ausgestattet, waren die Colleges ursprünglich Postgraduierten vorbehalten. Als sie jedoch im 14. Jahrhundert anfingen, gebührenpflichtige Bachelor-Studenten aufzunehmen, nahm die Relevanz der Halls ab. Von den Hunderten Halls, die entstanden sind, ist nur noch die um 1225 gegründete St Edmund Hall erhalten.

### Colleges

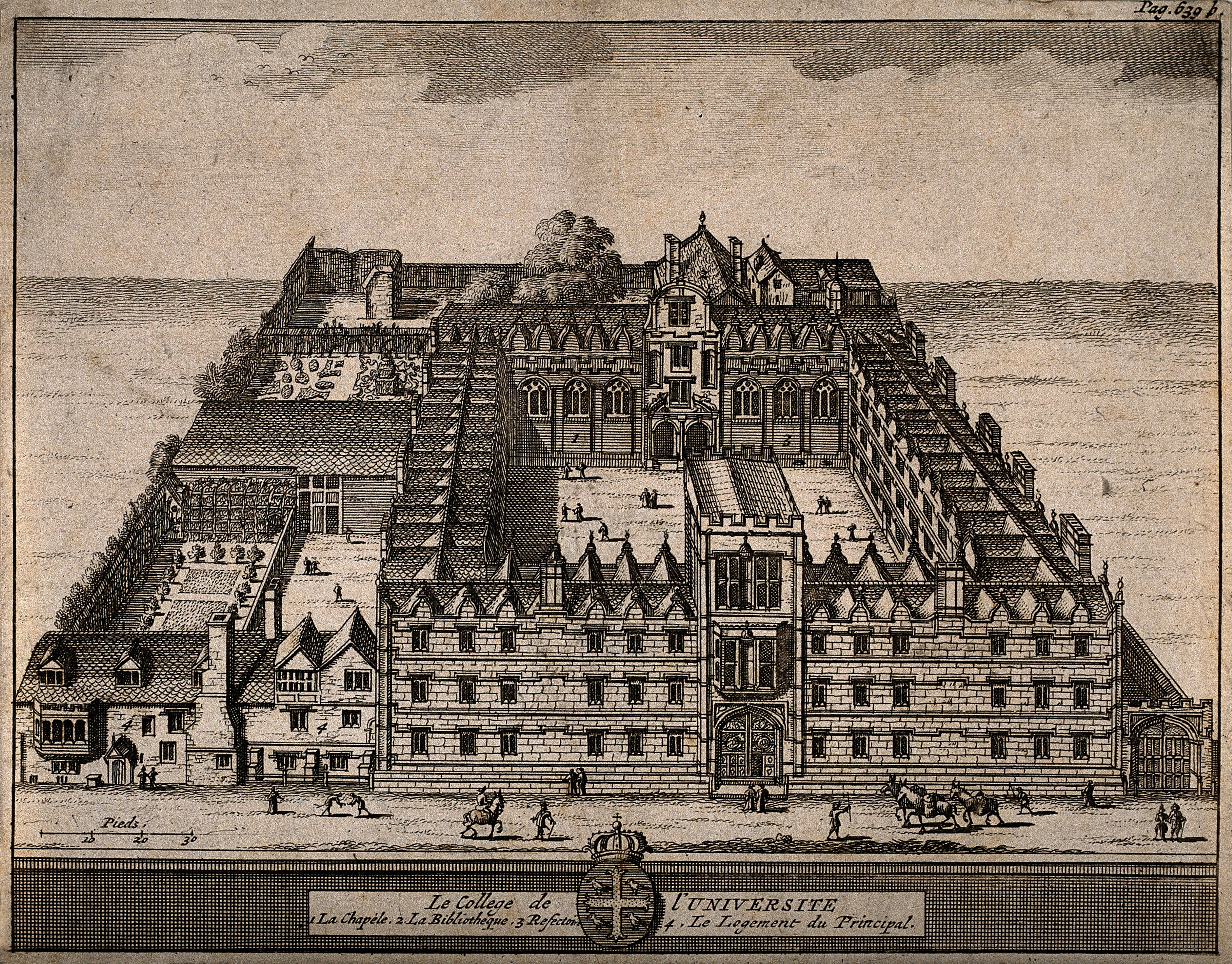
Kupferstich des University College – eines der ältesten Colleges der Universität

Die ältesten Colleges sind das University College, das Balliol College und das Merton College, die zwischen 1249 und 1264 gegründet wurden. Allerdings ist die Reihenfolge umstritten, da unklar ist, wann genau der Lehrbetrieb an den Colleges aufgenommen wurde. Das viertälteste College ist das 1314 gegründete Exeter College und das fünftälteste das Oriel College, welches 1326 gegründet wurde.

#### Frauen-Colleges
Frauen durften 1879 mit der Eröffnung der Lady Margaret Hall und des Somerville College in die Universität eintreten und wurden 1920 vollständige Mitglieder der Universität. Andere Frauen-Colleges waren das St Anne’s College, St Hilda’s und St Hugh’s. 1974 waren Brasenose, Hertford, Jesus, St Catherine’s und Wadham die ersten Männer-Colleges, die Frauen zuließen. 2008 nahmen alle Colleges Frauen so wie Männer auf, mit der Ausnahme von St Benet’s Hall, welches als Permanent Private Hall erst 2014 die ersten Studentinnen zugelassen hat.

#### Postgraduierten-Colleges
Einige Colleges wie Kellogg, Linacre, Nuffield, St Antony’s, St Cross und Wolfson nehmen nur postgraduierte Studenten auf. All Souls nimmt nur Fellows auf. Harris Manchester ist für Studenten mit einem Mindestalter von 21 Jahren vorgesehen. Ein neues College für postgraduierte Studenten, das Reuben College, wurde 2019 gegründet und nahm 2021 seine ersten Studenten in den Räumlichkeiten der Radcliffe Science Library auf.

#### Societies
Kellogg, Reuben und St Cross sind die einzigen Oxford Colleges ohne Royal Charter. Sie sind offiziell Societies der Universität und keine unabhängigen Colleges, weshalb diese, zu Buchhaltungszwecken, als Abteilungen der Universität betrachtet werden.

### Permanent Private Halls
Der Universities Tests Act von 1871 eröffnete allen Männern, die nicht Mitglieder der Church of England waren, Abschlüsse und Positionen von Universitäten zu erhalten. Dadurch konnten Katholiken und Nonkonformisten private Bildungseinrichtungen eröffnen. Die ersten römisch-katholischen privaten Hallen waren Clarkes Hall (jetzt Campion Hall), die 1896 vom Jesuitenorden eröffnet wurde, und Hunter Blairs Hall (später St Benet’s Hall), die 1899 vom Benediktinerorden eröffnet wurde. 1918 verabschiedete die Universität einen Beschluss, der privaten Hallen erlaubte, dauerhaft Teil der Universität zu werden, so lange diese nicht gewinnorientiert betrieben wurden.

## Liste der Colleges
| College                   | Gründung               | Schwester-College in Cambridge | Gesamtvermögen   | Stiftungsvermögen | Zahl der Studierenden | Gesamtvermögen pro Studierendem |
| ------------------------- | ---------------------- | ------------------------------ | ---------------- | ----------------- | --------------------- | ------------------------------- |
| University College        | 1249                   | Trinity Hall                   | 211.662.000 £    | 134.421.000 £     | 618                   | 342.000 £                       |
| Balliol College           | 1263                   | St John’s College              | 151.705.000 £    | 125.668.000 £     | 729                   | 208.000 £                       |
| Merton College            | 1264                   | Peterhouse                     | 302.642.000 £    | 280.095.000 £     | 536                   | 595.000 £                       |
| St Edmund Hall            | 1279 ca. College: 1957 | Fitzwilliam College            | 89.075.000 £     | 65.104.000 £      | 732                   | 122.000 £                       |
| Hertford College          | 1282 College: 1740     | Keines                         | 85.760.000 £     | 66.627.000 £      | 677                   | 127.000 £                       |
| Exeter College            | 1314                   | Emmanuel College               | 132.973.000 £    | 76.707.000 £      | 602                   | 221.000 £                       |
| Oriel College             | 1326                   | Clare College                  | 105.790.000 £    | 88.372.000 £      | 528                   | 200.000 £                       |
| The Queen’s College       | 1341                   | Pembroke College               | 382.698.000 £    | 300.793.000 £     | 514                   | 745.000 £                       |
| New College               | 1379                   | King’s College                 | 305.337.000 £    | 256.524.000 £     | 723                   | 422.000 £                       |
| Lincoln College           | 1427                   | Downing College                | 160.623.000 £    | 127.174.000 £     | 617                   | 260.000 £                       |
| All Souls College         | 1438                   | Trinity Hall                   | 476.060.000 £    | 435.102.000 £     | 9                     | 52.896.000 £                    |
| Magdalen College          | 1458                   | Magdalene College              | 332.102.000 £    | 296.014.000 £     | 575                   | 578.000 £                       |
| Brasenose College         | 1509                   | Gonville and Caius College     | 184.280.000 £    | 157.209.000 £     | 597                   | 309.000 £                       |
| Corpus Christi College    | 1517                   | Corpus Christi College         | 188.254.000 £    | 169.195.000 £     | 358                   | 526.000 £                       |
| Christ Church             | 1546                   | Trinity College                | 587.928.000 £    | 577.568.000 £     | 645                   | 912.000 £                       |
| Trinity College           | 1554                   | Churchill College              | 182.758.000 £    | 573.457.000 £     | 434                   | 421.000 £                       |
| St John’s College         | 1555                   | Sidney Sussex College          | 653.696.000 £    | 154.801.000 £     | 634                   | 1.031.000 £                     |
| Jesus College             | 1571                   | Jesus College                  | 217.559.000 £    | 175.855.000 £     | 548                   | 397.000 £                       |
| Wadham College            | 1610                   | Christ’s College               | 143.961.000 £    | 110.041.000 £     | 704                   | 204.000 £                       |
| Pembroke College          | 1624                   | Queens’ College                | 90.453.000 £     | 63.208.000 £      | 627                   | 144.000 £                       |
| Worcester College         | 1714                   | St Catharine’s College         | 90.765.000 £     | 51.436.000 £      | 647                   | 140.000 £                       |
| Keble College             | 1870                   | Selwyn College                 | 131.914.000 £    | 52.184.000 £      | 795                   | 166.000 £                       |
| Lady Margaret Hall        | 1878                   | Newnham College                | 66.569.000 £     | 39.016.000 £      | 641                   | 104.000 £                       |
| Somerville College        | 1879                   | Girton College                 | 231.805.000 £    | 87.941.000 £      | 634                   | 366.000 £                       |
| Mansfield College         | 1886 College: 1995     | Homerton College               | 31.400.000 £     | 15.300.000 £      | 452                   | 69.000 £                        |
| St Hugh’s College         | 1886                   | Clare College                  | 73.414.000 £     | 39.106.000 £      | 792                   | 93.000 £                        |
| Harris Manchester College | 1786 College: 1996     | Homerton College               | 41.584.000 £     | 14.786.000 £      | 265                   | 157.000 £                       |
| St Hilda’s College        | 1893                   | Peterhouse                     | 120.879.000 £    | 54.681.000 £      | 582                   | 199.000 £                       |
| Nuffield College          | 1937                   | Keines                         | 268.078.000 £    | 245.865.000 £     | 95                    | 2.822.000 £                     |
| St Antony’s College       | 1950 College: 1963     | Wolfson College                | 74.135.000 £     | 46.435.000 £      | 443                   | 167.000 £                       |
| St Anne’s College         | 1879 College: 1952     | Murray Edwards College         | 70.803.000 £     | 45.138.000 £      | 828                   | 86.000 £                        |
| St Peter’s College        | 1929 College: 1961     | Keines                         | 69.625.000 £     | 49.569.000 £      | 592                   | 118.000 £                       |
| Linacre College           | 1962                   | Hughes Hall                    | 32.148.000 £     | 19.122.000 £      | 497                   | 65.000 £                        |
| St Catherine’s College    | 1963                   | Robinson College               | 120.879.000 £    | 88.205.000 £      | 983                   | 123.000 £                       |
| St Cross College          | 1965                   | Clare Hall                     | n.v. Anmerkung 1 | n.v. Anmerkung 1  | 545                   | n.v.                            |
| Wolfson College           | 1966 College: 1981     | Darwin College                 | 79.191.000 £     | 48.461.000 £      | 581                   | 136.000 £                       |
| Kellogg College           | 1990 Umbenannt: 1994   | Keines                         | n.v. Anmerkung 1 | n.v. Anmerkung 1  | 1155                  | n.v.                            |
| Green Templeton College   | 2008                   | St Edmund’s College            | 97.693.000 £     | 1.152.000 £       | 529                   | 185.000 £                       |
| Reuben College            | 2019                   | Keines                         | n.v. Anmerkung 1 | n.v. Anmerkung 1  | 0                     | n.v.                            |
| Gesamt                    |                        |                                | 6.586.198.000 £  | 5.132.331.000 £   | 22.463                | 1.823.777 £                     |

## Liste der Permanent Private Halls
| Permanent Private Hall | Gründung                                          | Schwester-College in Cambridge | Religiöse Zugehörigkeit          | Gesamtvermögen   | Stiftungsvermögen | Zahl der Studierenden | Gesamtvermögen pro Studierende |
| ---------------------- | ------------------------------------------------- | ------------------------------ | -------------------------------- | ---------------- | ----------------- | --------------------- | ------------------------------ |
| Blackfriars            | 1221 Neugründung: 1921 PPH: 1994                  | Keines                         | römisch-katholisch (Dominikaner) | n.v. Anmerkung 2 | n.v. Anmerkung 2  | 44                    | n.v.                           |
| Campion Hall           | 1896                                              | Keines                         | römisch-katholisch (Jesuiten)    | n.v. Anmerkung 3 | n.v. Anmerkung 3  | 12                    | n.v.                           |
| Regent’s Park College  | 1810 in London 1927 nach Oxford verlegt PPH: 1957 | Keines                         | Baptisten                        | 5.459.000 £      | 3.206.000 £       | 210                   | 26.000 £                       |
| Wycliffe Hall          | 1877                                              | Ridley Hall                    | Anglikanisch                     | 9.364.000 £      | 560.000 £         | 158                   | 59.000 £                       |
| Gesamt                 |                                                   |                                |                                  | 124.761.000 £    | 877.206.000 £     | 22.463                | 1.823.777 £                    |

## College-Rivalitäten
Eine Tradition der Universität sind die freundschaftlichen Rivalitäten zwischen den Colleges. Häufig sind zwei benachbarte Colleges Rivalen, die sich vor allem in sportlichen Wettkämpfen messen. Nennenswerte Beispiele beinhalten:
- Jesus College und Exeter College
- Brasenose College und Lincoln College[60]
- Balliol College und Trinity College
- Christ Church und Pembroke College[61]
- Keble College und St John’s College[62][63]
- St Catherine’s College und Magdalen College[64]

## Galerie

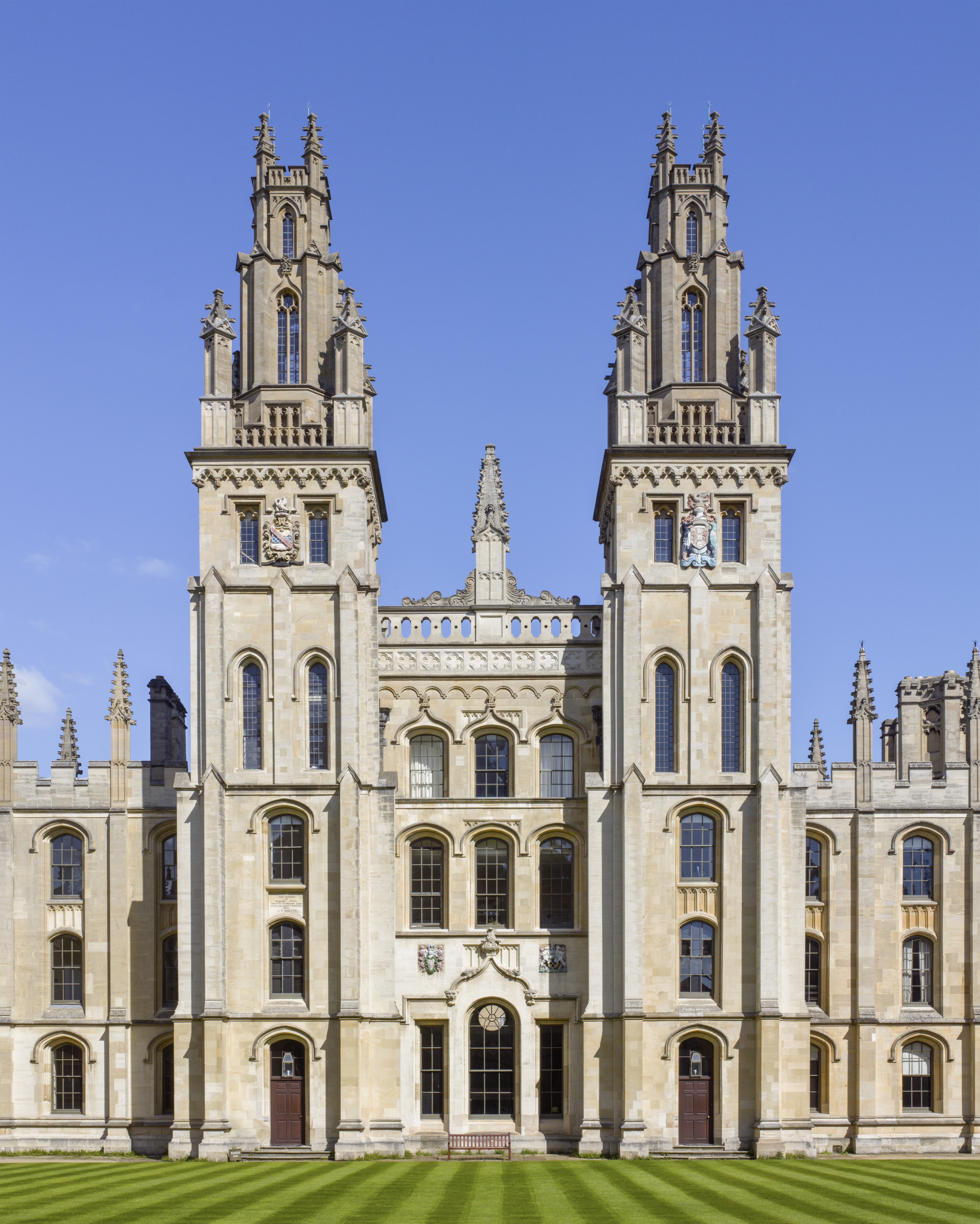
All Souls College
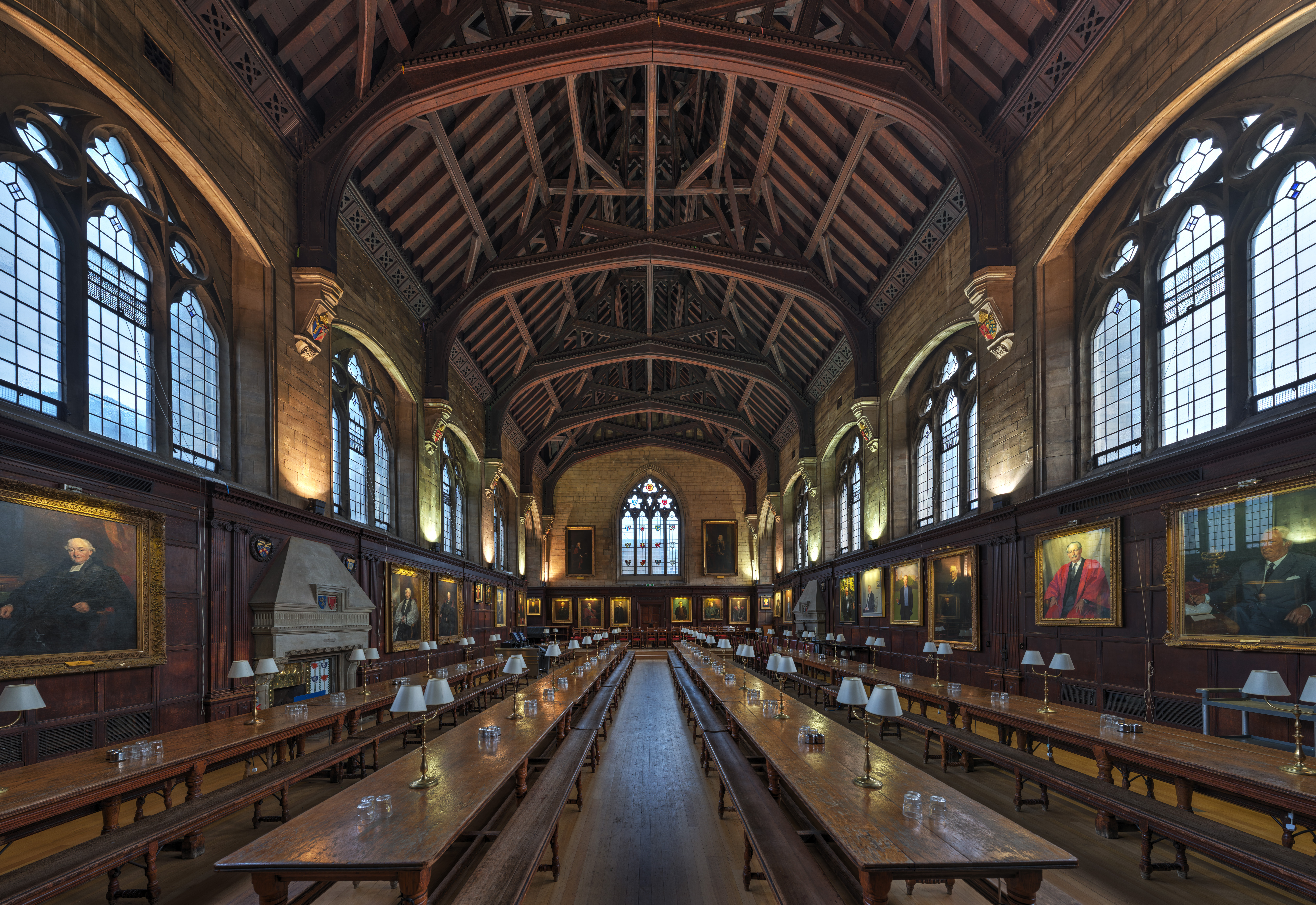
Speisesaal des Balliol College
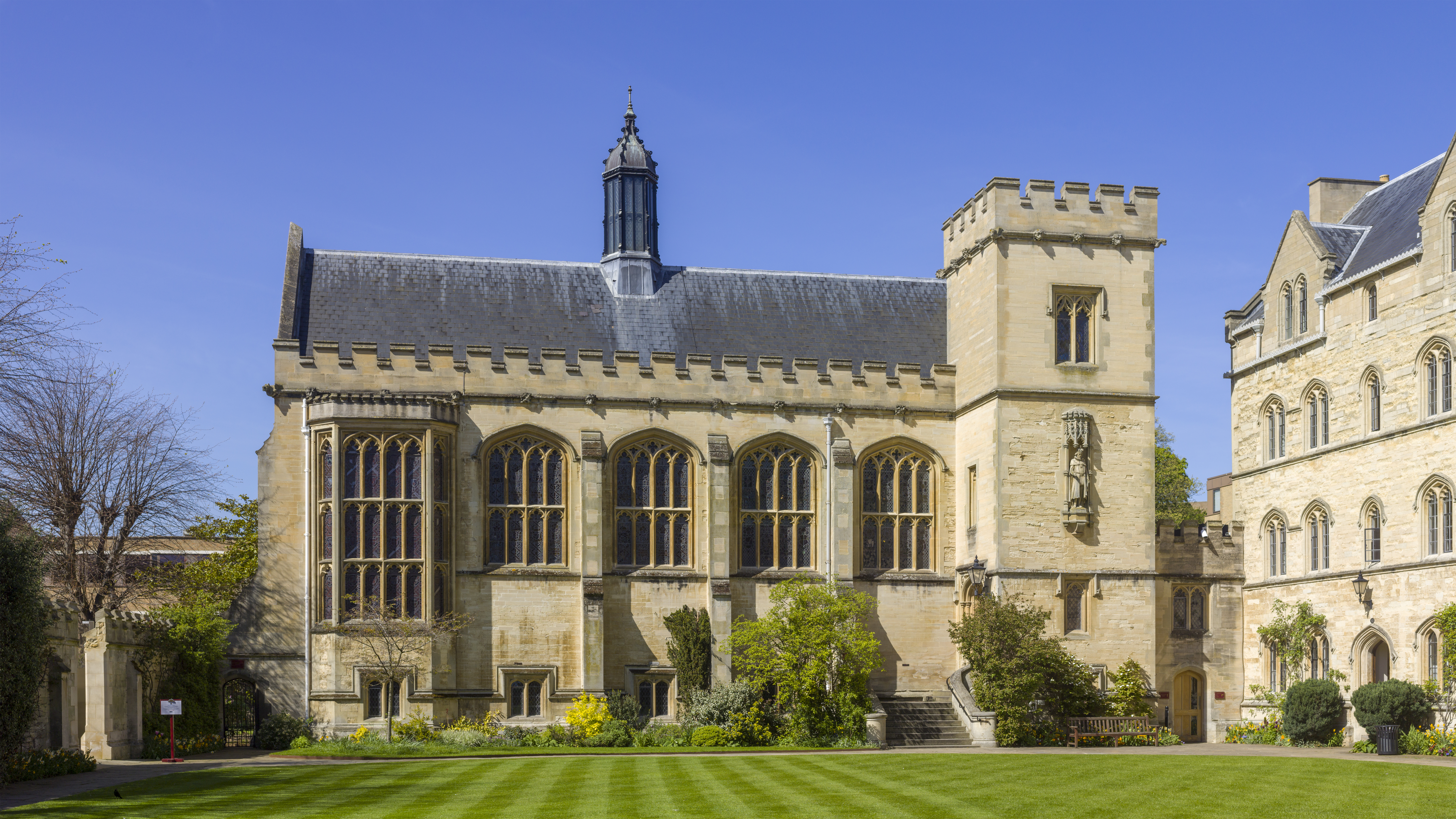
Pembroke College
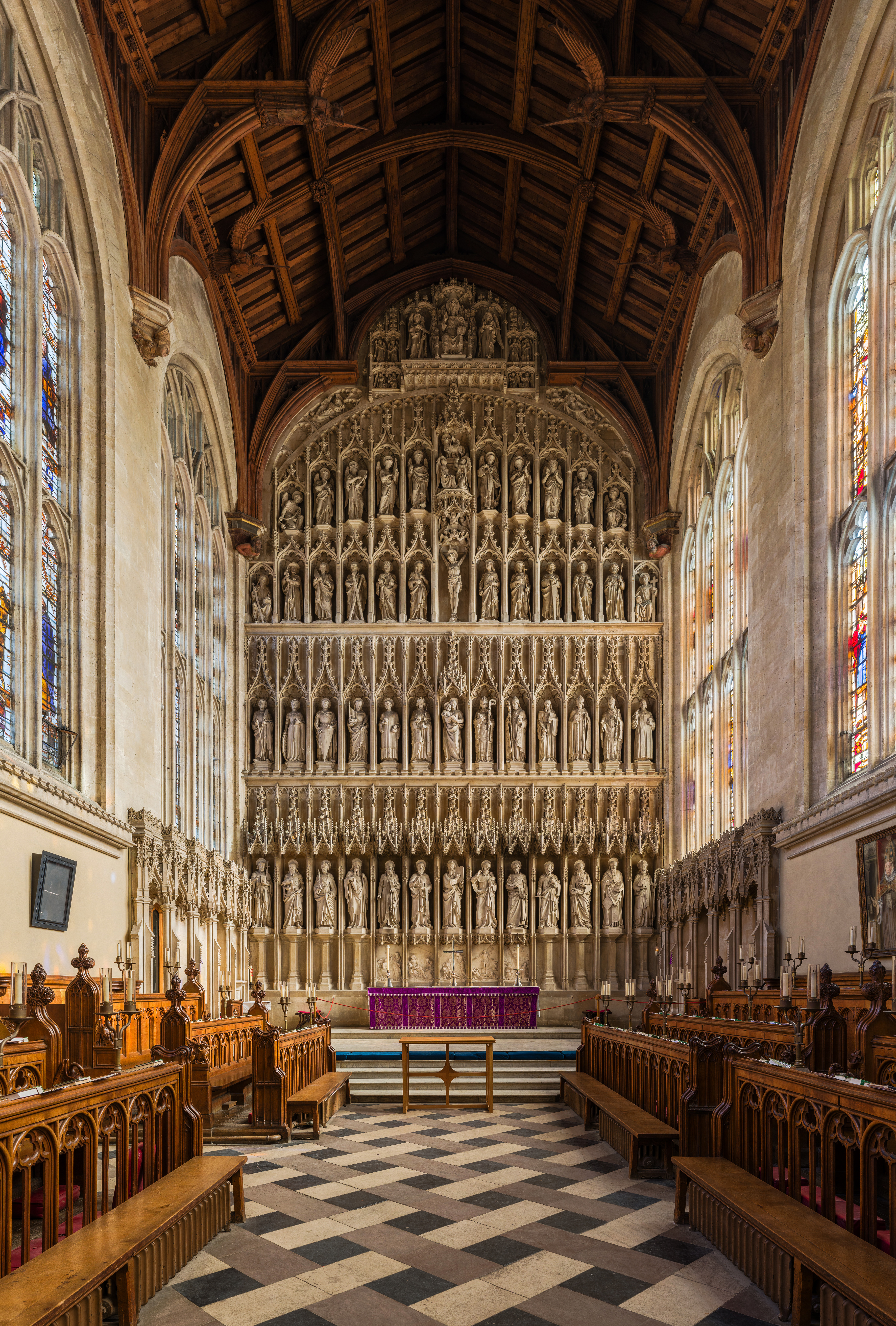
Kapelle des New College
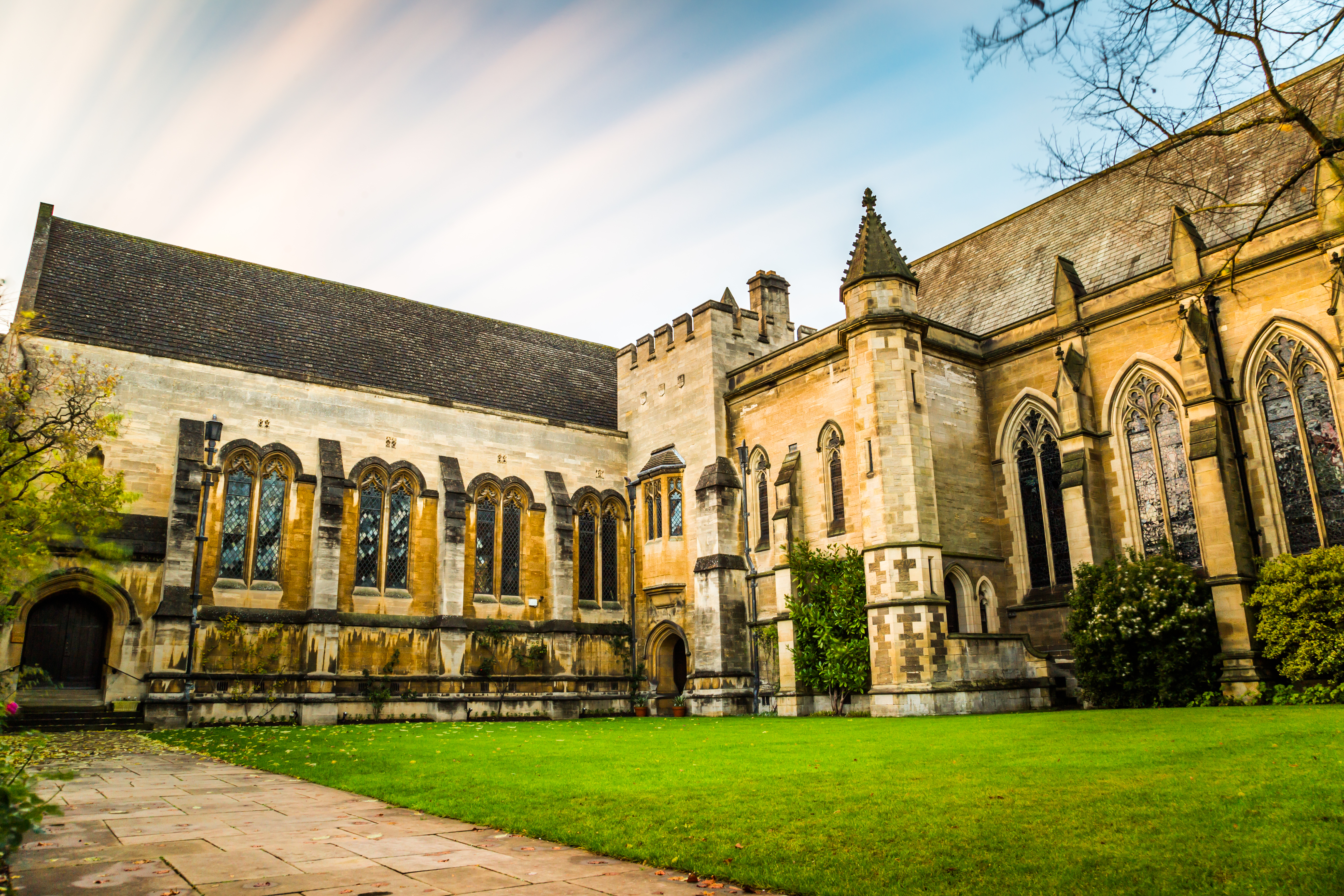
Harris Manchester College
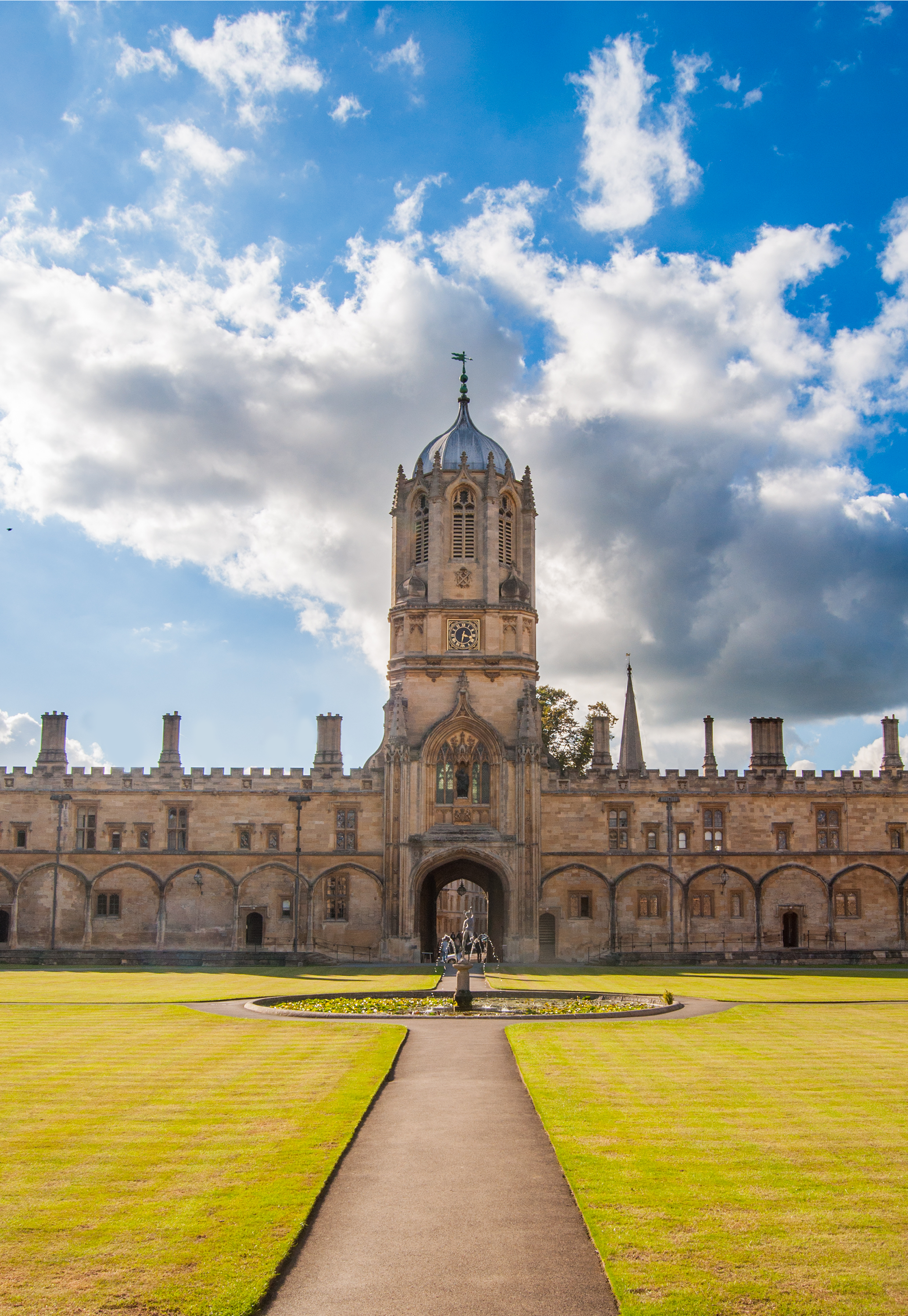
Christ Church
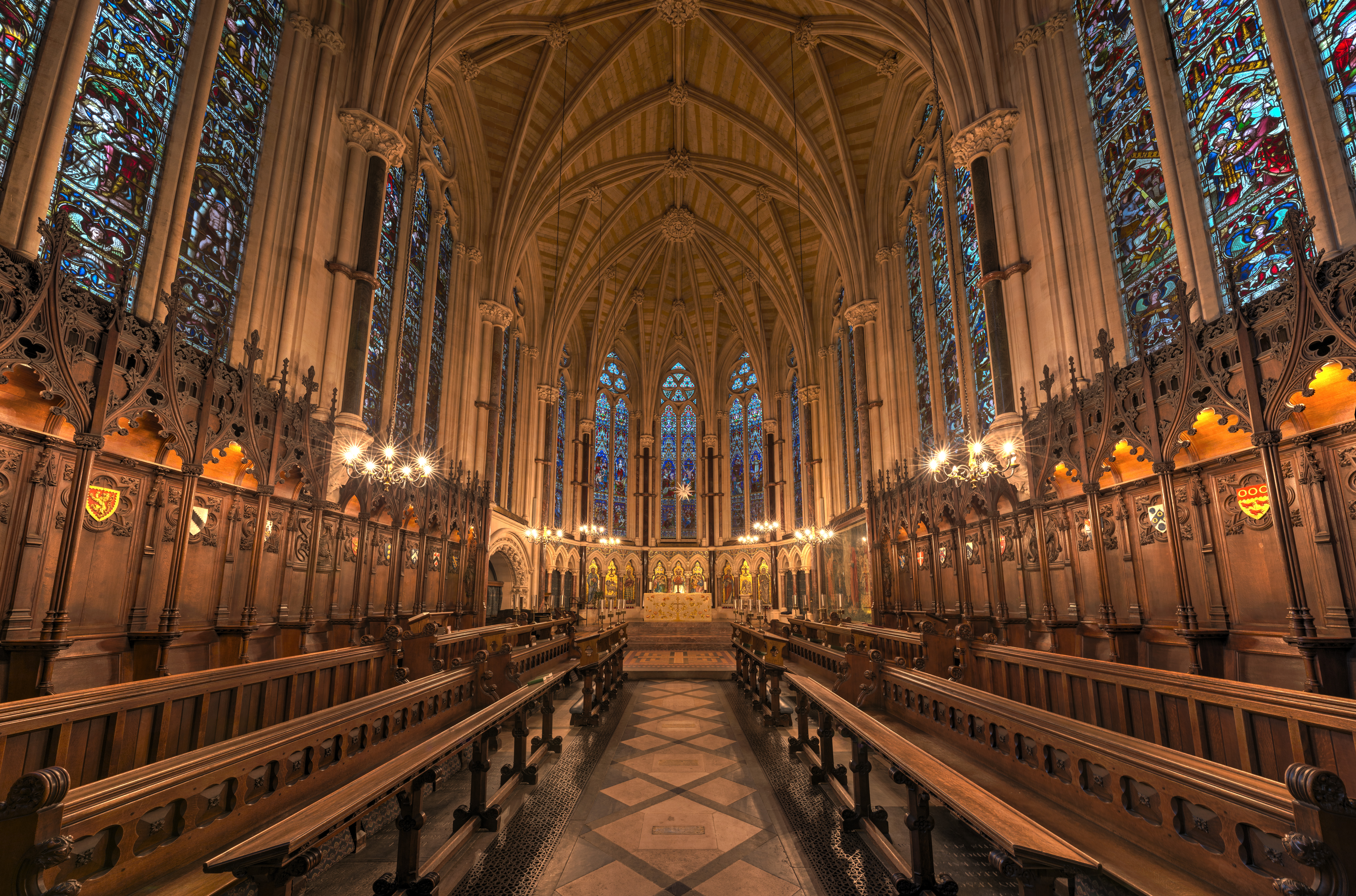
Kapelle des Exeter College
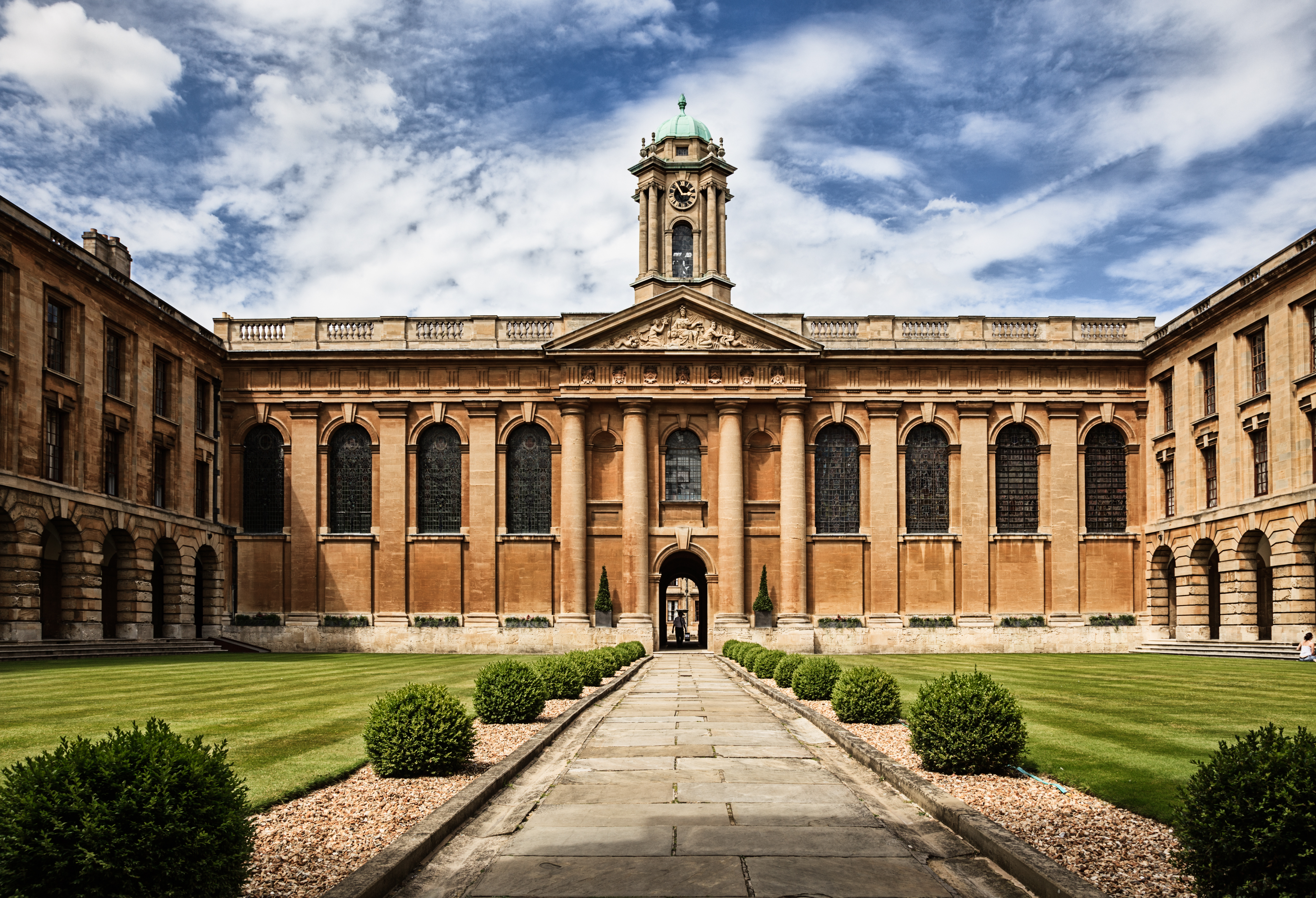
The Queen’s College
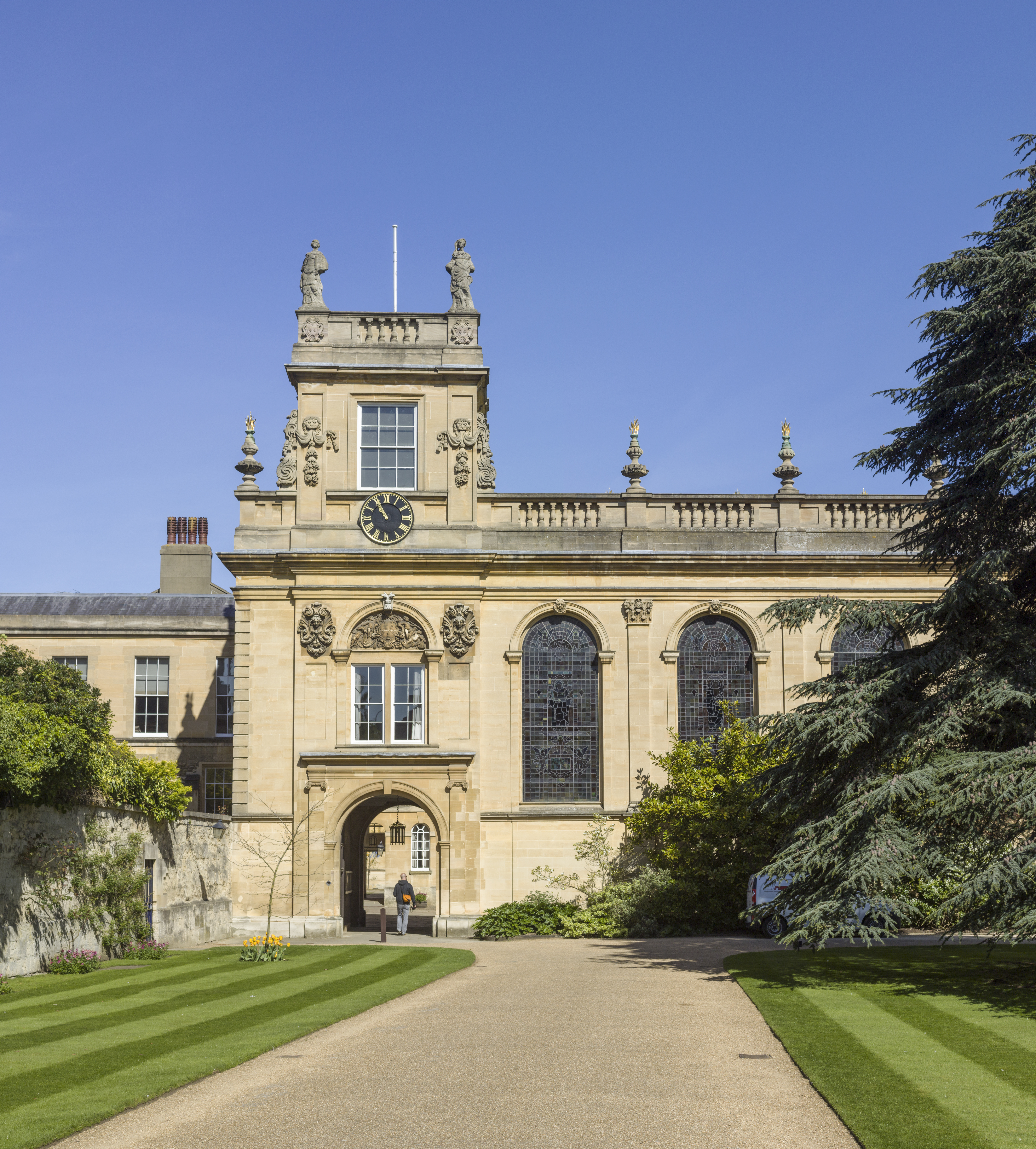
Trinity College
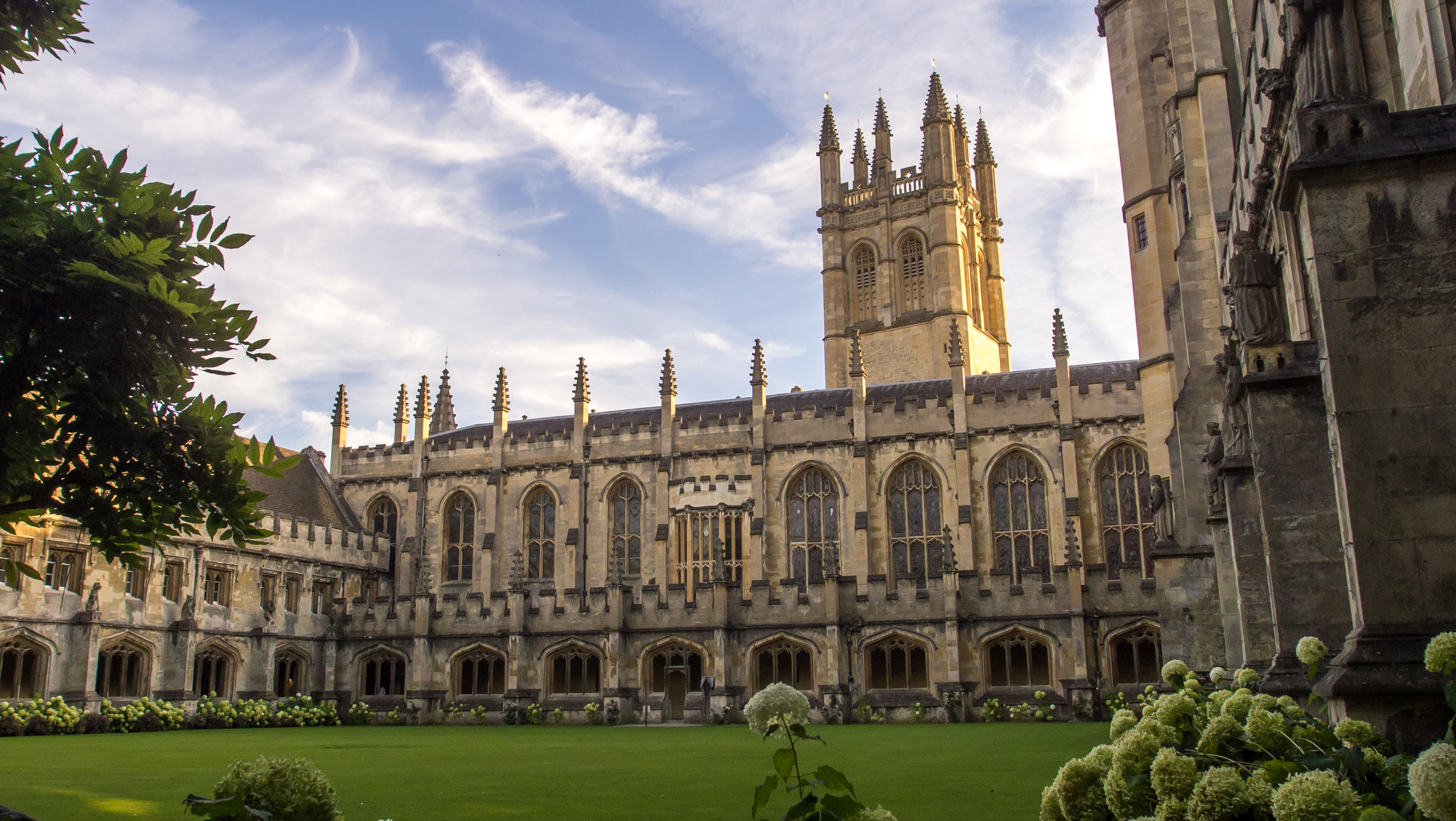
Magdalen College
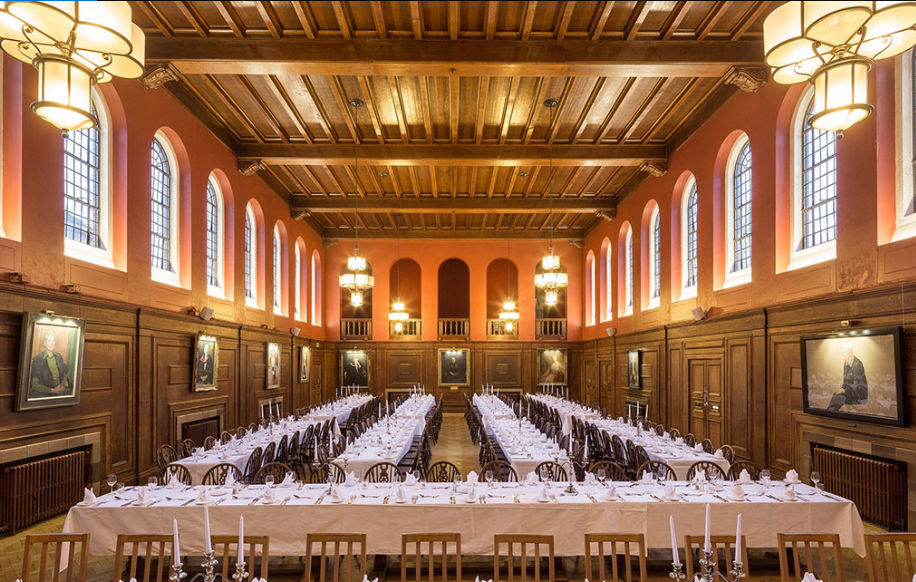
Speisesaal der Lady Margaret Hall
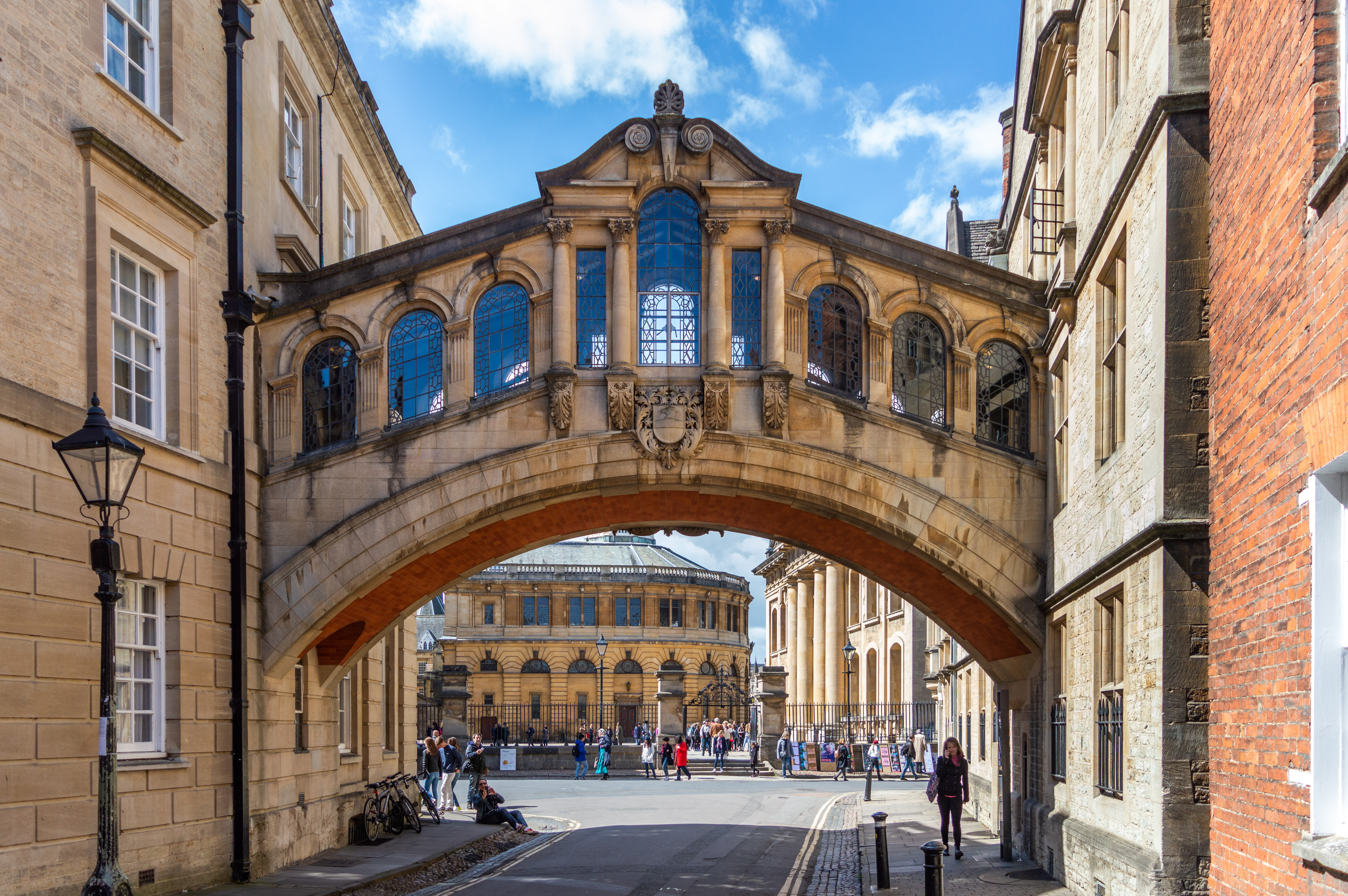
Seufzerbrücke des Hertford College